# Ксаверівська сільська рада (Вінницький район)
| Ксаверівська сільська рада — колишній орган місцевого самоврядування у Вінницькому районі Вінницької області з адміністративним центром у c. Ксаверівка. Сільській раді були підпорядковані населені пункти: - c. Ксаверівка - с. Лисогора |

## Склад ради
Рада складалася з 12 депутатів та сільського голови.

## Керівний склад сільської ради
| ПІБ                          | Основні відомості                                                         | Дата обрання | Дата звільнення |
| ---------------------------- | ------------------------------------------------------------------------- | ------------ | --------------- |
| Мельник Володимир Григорович | Сільський голова, 1948 року народження, освіта, безпартійний              | 26.03.2006   | 31.10.2010      |
| Онищук Володимир Петрович    | Сільський голова, 1959 року народження, освіта вища, член народної партії | 18.09.2011   | 05.11.2015      |
| Грузевич Олег Михайлович     | Сільський голова 1974 року народження, освіта середня, безпартійний       | 06.11.2015   |                 |

Примітка: таблиця складена за даними джерела